# Golden Globe-galan 2014
Den 71:a upplagan av Golden Globe Awards, som belönade insatser inom TV och film från 2013, sändes från Beverly Hilton Hotel i Beverly Hills, Kalifornien den 12 januari 2014 av NBC. Tina Fey och Amy Poehler var programledare.

## Vinnare och nominerade
Vinnarna listas i fetstil.

### Filmer
| Bästa film - drama | Bästa film - musikal eller komedi |
| --- | --- |
| - 12 Years a Slave - Captain Phillips - Gravity - Rush - Philomena | - American Hustle - Her - Inside Llewyn Davis - Nebraska - The Wolf of Wall Street                                                                                                   |
| Bästa manliga huvudroll - drama | Bästa kvinnliga huvudroll - drama |
| - Matthew McConaughey – Dallas Buyers Club - Chiwetel Ejiofor – 12 Years a Slave - Idris Elba – Mandela – Vägen till frihet - Tom Hanks – Captain Phillips - Robert Redford – All Is Lost | - Cate Blanchett – Blue Jasmine - Sandra Bullock – Gravity - Judi Dench – Philomena - Emma Thompson – Saving Mr. Banks - Kate Winslet – Labor Day                                    |
| Bästa manliga huvudroll - musikal eller komedi | Bästa kvinnliga huvudroll - musikal eller komedi |
| - Leonardo DiCaprio – The Wolf of Wall Street - Christian Bale – American Hustle - Bruce Dern – Nebraska - Oscar Isaac – Inside Llewyn Davis - Joaquin Phoenix – Her | - Amy Adams – American Hustle - Julie Delpy – Before Midnight - Greta Gerwig – Frances Ha - Julia Louis-Dreyfus – Enough Said - Meryl Streep – En familj – August: Osage County      |
| Bästa manliga biroll | Bästa kvinnliga biroll |
| - Jared Leto – Dallas Buyers Club - Barkhad Abdi – Captain Phillips - Daniel Brühl – Rush - Bradley Cooper – American Hustle - Michael Fassbender – 12 Years a Slave | - Jennifer Lawrence – American Hustle - Sally Hawkins – Blue Jasmine - Lupita Nyong'o – 12 Years a Slave - Julia Roberts – En familj – August: Osage County - June Squibb – Nebraska |
| Bästa regi | Bästa manus |
| - Alfonso Cuarón – Gravity - Paul Greengrass – Captain Phillips - Steve McQueen – 12 Years a Slave - David O. Russell – American Hustle - Alexander Payne – Nebraska | - Her – Spike Jonze - 12 Years a Slave – John Ridley - American Hustle – Eric Warren Singer och David O. Russell - Nebraska – Bob Nelson - Philomena – Steve Coogan och Jeff Pope    |
| Bästa sång | Bästa musik |
| - "Ordinary Love" (Paul Hewson, Adam Clayton, Dave Evans, Larry Mullen Jr och Brian Burton) – Mandela – Vägen till frihet - "Let It Go" (Kristen Anderson-Lopez och Robert Lopez) – Frost - "Please Mr. Kennedy" (T Bone Burnett, Ethan Coen, Joel Coen, Justin Timberlake, George Cromarty och Ed Rush) – Inside Llewyn Davis - "Atlas" (Chris Martin, Guy Berryman, Jonny Buckland och Will Champion) – The Hunger Games: Catching Fire - "Sweeter Than Fiction" (Jack Antonoff och Taylor Swift) – One Chance | - All Is Lost – Alex Ebert - Boktjuven – John Williams - Gravity – Steven Price - Mandela – Vägen till frihet – Alex Heffes - 12 Years a Slave – Hans Zimmer                         |
| Bästa animerade film | Bästa utländska film |
| - Frost - Croodarna - Dumma mej 2 | - Den stora skönheten (Italien) - Blå är den varmaste färgen (Frankrike) - Jakten (Danmark) - Det förflutna (Iran) - Det blåser upp en vind (Japan)                                  |

### Television
| Bästa TV-serie - drama | Bästa TV-serie - musikal eller komedi |
| --- | --- |
| - Breaking Bad - Downton Abbey - The Good Wife - House of Cards - Masters of Sex | - Brooklyn Nine-Nine - The Big Bang Theory - Girls - Modern Family - Parks and Recreation                                                                                                |
| Bästa manliga huvudroll i en TV-serie - drama | Bästa kvinnliga huvudroll i en TV-serie - drama |
| - Bryan Cranston – Breaking Bad - Kevin Spacey – House of Cards - Liev Schreiber – Ray Donovan - Michael Sheen – Masters of Sex - James Spader – The Blacklist                          | - Robin Wright – House of Cards - Julianna Margulies – The Good Wife - Kerry Washington – Scandal - Tatiana Maslany – Orphan Black - Taylor Schilling – Orange Is the New Black          |
| Bästa manliga huvudroll i en TV-serie - musikal eller komedi | Bästa kvinnliga huvudroll i en TV-serie - musikal eller komedi |
| - Andy Samberg – Brooklyn Nine-Nine - Don Cheadle – House of Lies - Jason Bateman – Arrested Development - Jim Parsons – The Big Bang Theory - Michael J. Fox – The Michael J. Fox Show | - Amy Poehler – Parks and Recreation - Lena Dunham – Girls - Edie Falco – Nurse Jackie - Julia Louis-Dreyfus – Veep - Zooey Deschanel – New Girl                                         |
| Bästa manliga huvudroll i en miniserie eller TV-film | Bästa kvinnliga huvudroll i en miniserie eller TV-film |
| - Michael Douglas – Mitt liv med Liberace - Matt Damon – Mitt liv med Liberace - Al Pacino – Phil Spector - Idris Elba – Luther - Chiwetel Ejiofor – Dancing on the Edge                | - Elisabeth Moss – Top of the Lake - Jessica Lange – American Horror Story - Helen Mirren – Phil Spector - Helena Bonham Carter – Burton and Taylor - Rebecca Ferguson – The White Queen |
| Bästa manliga biroll i en TV-serie, miniserie eller TV-film | Bästa kvinnliga biroll i en TV-serie, miniserie eller TV-film |
| - Jon Voight – Ray Donovan - Aaron Paul – Breaking Bad - Corey Stoll – House of Cards - Rob Lowe – Mitt liv med Liberace - Josh Charles – The Good Wife                                 | - Jacqueline Bisset – Dancing on the Edge - Sofía Vergara – Modern Family - Janet McTeer – The White Queen - Monica Potter – Parenthood - Hayden Panettiere – Nashville                  |
| Bästa miniserie eller TV-film | |
| - Mitt liv med Liberace - American Horror Story - Dancing on the Edge - Top of the Lake - The White Queen                                                                               | |

### Cecil B. DeMille Award
- Woody Allen